# Cibora wyczyńcowata
Cibora wyczyńcowata (Cyperus alopecuroides Rottb.) – gatunek rośliny z rodziny ciborowatych (Cyperaceae). Występuje na wszystkich kontynentach w strefie tropikalnej i subtropikalnej.

## Morfologia
Bylina wysokości do 1 m, o liściach równowąskich. Kwiaty w szczytowych partiach wyrastają w kątach przysadki. Zebrane w wiechowaty kwiatostan. Kwiaty złożone z 3 pręcików i 1 słupka. Owoc w postaci małego orzeszka.

## Zastosowanie
Liście i pędy wykorzystywane są do wyrobu plecionych mat.